# Williamsburg (Iowa)
Williamsburg é uma cidade localizada no estado americano de Iowa, no Condado de Iowa.

## Demografia
Segundo o censo americano de 2000, a sua população era de 2622 habitantes.
Em 2006, foi estimada uma população de 2809, um aumento de 187 (7.1%).

## Geografia
De acordo com o United States Census Bureau tem uma área de
8,1 km², dos quais 8,1 km² cobertos por terra e 0,0 km² cobertos por água. Williamsburg localiza-se a aproximadamente 251 m acima do nível do mar.

## Localidades na vizinhança
O diagrama seguinte representa as localidades num raio de 20 km ao redor de Williamsburg.